# Arrhenophanidae
Arrhenophanidae es una familia de insectos en el orden Lepidoptera. 

## Géneros
- Arrhenophanes
- Cnissostages
- Dysoptus
- Notiophanes
- Palaeophanes

El género Parameristis con la especie Parameristis eremaea es ahora considerado una especie de Psychidae en el género Lamyristis.